# Felix Vossen
Felix Burghardt Vossen (* 11. April 1974 in Gütersloh) ist ein deutscher Filmproduzent und rechtskräftig verurteilter Anlagebetrüger.

## Leben
Felix Vossen ist eines von vier Kindern des letzten Inhabers der Frottierweberei Vossen, Norbert Vossen, und Enkel des Unternehmensgründers Burghardt Vossen. Er wuchs zunächst in Gütersloh auf und ging dann bis zur Mittleren Reife auf das Schweizer Lyceum Alpinum Zuoz bei St. Moritz. Nach einem Zwischenaufenthalt in Spanien, wo er mit Apple-Computern handelte, zog er nach Großbritannien, machte in Oxford sein Abitur nach und lebte danach in einer kleinen Wohnung in London.  Dort entdeckt er das Mitte der 1990er-Jahre aufkommende Daytrading und betrieb Hochgeschwindigkeitshandel mit Technologieaktien an der Wall Street.
2008 gründete er in Zürich, wo er auch einen Wohnsitz hatte, die VCP Asset Management AG und ein Jahr später die VCP Analytics GmbH. Eines seiner Büros befand sich im Bellevue-Haus am Zürichsee.
2010 beteiligte er sich in London mit Barnaby Southcombe und Christopher Simon an der Gründung des Filmunternehmens Embargo Films, das mehrere Filme mit Regisseuren wie John Boorman und Nick Love und Schauspielern wie Charlotte Rampling, Gabriel Byrne, Eddie Marsan, Richard Coyle, Bronson Webb, Ray Winstone, Zlatko Burić u. a. produzierte.

## Betrugsverfahren
Nachdem er am 3. März 2015 zuletzt in Zürich gesehen worden war, wurde er von FBI, Scotland Yard und Schweizer Behörden gesucht. Ihm wurde zunächst vorgeworfen, Investoren um 60 Millionen Euro betrogen zu haben. Mitte Februar 2016 wurde er in Valencia verhaftet und am 13. April 2016 an die Schweiz ausgeliefert. Die für Wirtschaftsdelikte zuständige Staatsanwaltschaft Zürich III erhob im Juli 2017 gegen ihn Anklage wegen gewerbsmäßigen Betrugs und Geldwäsche sowie wegen mehrfacher Urkundenfälschung. Er habe etwa „30 Geschädigte getäuscht und damit rund 20 Millionen britische Pfund, 5,8 Millionen Euro und 7,5 Millionen US-Dollar erzielt“. In Zürich wurde Vossen am 22. November 2017 wegen Betrugs, Geldwäsche und Urkundenfälschung schuldig gesprochen und zu sechs Jahren Gefängnis verurteilt. 2020 wurde er vorzeitig aus der JVA Pöschwies entlassen und anschließend in Spanien wegen Urkundenfälschung zu einer Geld- und Bewährungsstrafe verurteilt.

## Persönliches
Seine langjährige Lebensgefährtin war die TV-Moderatorin Sophia Raafat. Vossen spricht Spanisch. Während seiner Haftzeit hat er Körbe hergestellt und damit umgerechnet ca. 20 Euro am Tag verdient.

## Filmografie
- 2012: I, Anna
- 2012: Me and Me Dad (Koproduzent)
- 2012: The Sweeney
- 2012: Pusher
- 2013: Mr. May und das Flüstern der Ewigkeit
- 2015: The Man from the Council